# Ecography
Ecography ist eine internationale Fachzeitschrift mit Peer-Review-Verfahren für Biogeographie und Makroökologie.
Die Nordic Society Oikos gibt die Zeitschrift heraus. Der Titel ist eine Zusammenziehung der Wörter Ecology und Geography. Die ersten 14 Exemplare firmierten noch unter dem Titel Holarctic Ecology. Der Impact Factor der Zeitschrift beträgt 6,0. Damit lag sie in der Statistik auf Platz 20 von 706 betrachteten Zeitschriften in der Kategorie Ökologie.

## Inhalt
Es werden Beiträge aus dem Bereich der Makroökologie, Naturschutzbiologie und der Biogeographie, sowie der Populationsökologie veröffentlicht.
Das Journal veröffentlicht neben den klassischen „Original research papers“ auch „Forum papers“, also kurze Artikel, die neue Sichtweisen beleuchten und Diskussionen in der Ökologischen Forschung anstoßen sollen. Daneben werden „Review & Synthesis papers“ mit Stellungnahmen zu Veröffentlichungen und „Software Notes“ mit Software-Beschreibungen veröffentlicht.

## Chefredakteure
| Beginn    | Chefredakteure | Ort                   |
| --------- | -------------- | --------------------- |
| 1992      | Nils Malmer    |                       |
| 1993      | Sven Jonasson  |                       |
| 1996      | Esa Ranta      |                       |
| 2002      | Martin Zobel   | Tallinn / Estland     |
| 2005      | Carsten Rahbek | Kopenhagen / Dänemark |
| seit 2013 | Miguel Araújo  | Madrid / Spanien      |